# Золотиха (Тверская область)
Золотиха — деревня в Лихославльском районе Тверской области, входит в состав Кавского сельского поселения.

## География
Деревня расположена в 16 км на северо-восток от районного центра Лихославля.

## История
Первая деревянная церковь в селе была построена в 1764 году, вторая каменная Ильинская церковь построена в 1788 году. В 1858 году была построена Христорождественская каменная церковь с тремя престолами: Рождества Христова, Иоанна Милостивого, Пророка Ильи. Церковь была разрушена в годы Советской власти.
В конце XIX — начале XX века село входило в состав Кузовинской волости Новоторжского уезда Тверской губернии. 
С 1929 года деревня являлась центром Золотихинского сельсовета Лихославльского района Тверского округа Московской области, с 1935 года — в составе Калининской области, с 1994 года — в составе Кавского сельского округа, с 2005 года — в составе Кавского сельского поселения.

## Население
| 1859 | 1884 | 2002 | 2010 |
| ---- | ---- | ---- | ---- |
| 280  | ↘215 | ↘64  | ↘57  |